# ویرگول رشته‌ای
در سجاوندی (نقطه‌گذاری) زبان انگلیسی، ویرگول رشته‌ای یا کامای سریال (به انگلیسی: Serial comma) (یا کامای آکسفورد یا کامای هاروارد) به ویرگولی گفته می‌شود که در یک سری از عبارت‌های هماهنگ که سه یا بیشتر باشند پیش از حرف ربط (معمولاً پیش از «و» «یا») قرار داده می‌شود. به عنوان مثال، یک لیست از سه کشور ممکن است با عنوان «فرانسه، ایتالیا، و اسپانیا» (با ویرگول رشته‌ای که در اینجا با رنگ قرمز نشان داده شده‌است)، یا «فرانسه، ایتالیا و اسپانیا» (بدون ویرگول رشته‌ای) نشانه‌گذاری می‌شوند.
دیدگاه نویسندگان و ویراستاران در مورد استفاده از ویرگول رشته‌ای متفاوت است و کاربردش نیز تا حدی بین انگلیسی زبان‌ها در مناطق مختلف، متفاوت است. در زبان انگلیسی آمریکایی، از ویرگول رشته‌ای به عنوان سبک روزنامه‌نگاری نوشتاری در مقایسه با سبک آکادمیک یا رسمی، کمتر استفاده می‌شود. بخش عمده‌ای از سبک‌های نوشتاری انگلیسی آمریکایی، از جمله شیوه‌نامه ای‌پی‌ای، شیوه‌نامه شیکاگو، شیوه‌نامه ام‌ال‌ای، کتاب عناصر شیوه اثر ئی بی وایت و ویلیام استرانک و سبک راهنمای چاپ اداری دولت آمریکا، استفاده از ویرگول سریال الزام‌آور است. در مقابل، سبک‌های نوشتاری مرتبط با مطبوعات آمریکا به عدم استفاده از آن توصیه می‌کند. در کانادا، کتابچهٔ راهنما که توسط مطبوعات کانادا منتشر می‌شود به عدم استفاده از آن توصیه می‌کند. این سبک کمتر در انگلیسی بریتانیایی به کار می‌رود اما چند راهنمای نوشتار انگلیسی بریتانیایی، استفاده از آن را الزام‌آور کرده‌اند؛ به ویژه دفترچه راهنمای سبک آکسفورد. سبک نوشتاری آکسفورد بیان می‌کند که «استفاده از ویرگول در میان عبارت‌ها کاربرد دارد … به کار بردن ویرگول قبل از و در آخرین مورد، متفاوت است … این ویرگول به عنوان ویرگول آکسفورد شناخته می‌شود؛ چون بخشی از سبک نوشتاری انتشارات دانشگاه آکسفورد است». سبک نوشتاری گارنر آمریکا پیشنهاد می‌کند که از ویرگول سریال فقط در جایی استفاده شود که برای اجتناب از ابهام ضروری باشد.

## دلایل موافق و مخالف
نظر موافقان استفاده از ویرگول رشته‌ای
- استفاده از ویرگول با نوشتار سنتی سازگار است.
- با آهنگ گفتاری جملات بهتر تطبیق دارد.
- می‌تواند ابهام را حل کند (نمونه‌های زیر را ببینید).
- استفاده از ویرگول رشته‌ای با نویسه‌های جداساز دیگر برای جداسازی موارد یک لیست سازگار است (برای مثال، زمانی که نقطه‌ویرگول برای جداسازی موارد استفاده می‌شود، نقطه‌ویرگول همیشه قبل از آخرین مورد در زمانی که «یا» و «و» موجود باشد، قرار می‌گیرد). [۱۶]
- حذف ویرگول رشته‌ای، می‌تواند ارتباط بین دو مورد آخر را بیش از آنچه در واقعیت هست، قوی‌تر نشان دهد.
- با استفاده از ویرگول رشته‌ای از این اشتباه جلوگیری می‌کند که عبارت آخری را بخشی از عبارت‌های قبل از خودش تصور کنند. (نمونه‌های زیر را ببینید).

نظر مخالفان استفاده از ویرگول رشته‌ای
- استفاده از کاما با نوشتار سنتی متناقض است.
- ویرگول رشته‌ای ممکن است ابهام ایجاد کند (نمونه‌های زیر را ببینید).

جایی که فضا در یک حق بیمه قرار دارد، ویرگول بخش غیرضروری را به متن اضافه می‌کند.
بسیاری از منابع مخالف استفاده نظام‌مند و اجتناب نظام‌مند از کاما رشته‌ای هستند و کاربرد آن را به معنی جمله منوط می‌کنند.

## مثال برای ابهام
- در جملهٔ «حضور مسئولان مدرسه، آقای احمدی و خانم محمدی در این همایش اجباری‌ست» منظور حضور ۱- مسئولان مدرسه ۲-آقای احمدی ۳- خانم محمدی است که ممکن است دو نفر آخری اصلاً در مدرسه مسئول نباشند و برای رفع ابهام باید از ویرگول رشته‌ای استفاده شود :«حضور مسئولان مدرسه، آقای احمدی، و خانم محمدی در این همایش اجباری‌ست»

## جداسازی اجزای فهرست‌ها در زبان فارسی
در زبان انگلیسی، برای جداسازی اجزای هر فهرست، بین هر جزء ویرگول می‌نهند و قبل از آخرین جزء یک ویرگول و یک «و» می‌گذارند. این ویرگول آخر به ویرگول آکسفوردی مشهور است. مثلاً، می‌گویند: «از نویسنده، کارگردان، و تهیه‌کننده تشکر می‌کنم». در قرن اخیر، بر اثر ترجمه‌های نادرست، این سبک وارد زبان فارسی هم شده‌است، اما به رغم گذشت مدتی طولانی از آن هنوز مردم در زبان گفتار از این سبک استفاده نمی‌کنند. مثلاً، در فارسی می‌گوییم: «رنگ‌های به‌کاررفته در این اثر عبارت‌اند از آبی و قرمز و زرد» و آن را این‌طور می‌خوانیم: «آبیُ قرمزُ زرد». سبک اصیل دیگر فارسی به این صورت است: «رنگ‌های به‌کاررفته در این اثر عبارت‌اند از آبی، قرمز، زرد». اما سبک ویرگول انگلیسی در نوشتار فارسی هم رسوخ کرده‌است. مثلاً، می‌نویسیم: هوای شهرهای تهران، مشهد، سمنان، گرگان، و شاهرود امروز آفتابی است. این سبک اخیر بر اثر جاافتادن دیگر غلط نیست، اما اصالتی هم ندارد و دو سبک اصیل فارسی ارحج‌اند زیرا هم در نوشتار کهن به کار رفته‌اند و هم در زبان گفتار همین امروز مردم چنین سخن می‌گویند. ابوالحسن نجفی، نویسندهٔ کتاب غلط ننویسیم، نمونه‌هایی از هر دو سبک اصیل فارسی را در کتاب خود آورده است که در ادامه به چند نمونه اشاره می‌شود:
دستهٔ نخست
1. من در همهٔ زمین پارسی‌گویان شهری نیکوتر و جامع‌تر و آبادان‌تر از اصفهان ندیدم.
2. مأمون حلیم و در علم و فضل و مروت یگانهٔ روزگار بود.
3. هر کجا خرد و دانش بود آنجا دوازده چیز گرد آید: ادب و پرهیز و امانت و راستی و شرم و رحمت و نیکویی و وفا و صبر و مدارا و حلم.
4. آن پسر در کشتی نشست با وزیری و ندیمی و حاجبی[پانویس ۱] و غلامی و کنیزکی و طباخی و شراب‌داری و مطربی و سگی و سگبان
5. باید که در بند آن باشی که خلق را از دنیا به آخرت خوانی و از معصیت به طاعت و از حرص به زهد و از بخل به سخا و از ریا به اخلاص و از کبر به تواضع و از غفلت به بیداری و از غرور به تقوا
6. همان شب سیّد را به خواب دیدم که می‌آمد بر اسبی تازی نشسته و حلّه‌ای از نور پوشیده و تاجی از نور بر سر نهاده و قضیبی[پانویس ۲] از نور در دست گرفته و نعلینی[پانویس ۳] از نور در پا کرده
7. زلف آشفته و خوی کرده و خندان‌لب و مست…
8. شیدا از آن شدم که نگارم چو ماه نو/ابرو نمود و جلوه‌گری کرد و رو ببست
9. نه تو گفتی که به جای آرم و گفتم که نیاری/عهد و پیمان و وفاداری و دلبندی و یاری

دستهٔ دوم
1. از گوشهٔ خانه بُرنایی بیرون آمد نیکولقا، نیکوجامه، با بوی خوش.
2. غلامکی دیدم سیاه، بند بر پای نهاده، دست‌ها در زنجیر بسته، غل بر گردن نهاده.
3. من دیر می‌جویم این حرامزاده‌ای است از این مفسدی، شریری، شب‌روی، مطرودی، خداناترسی و فتنه‌انگیزی، که در همهٔ بغداد مثلش نیست.
4. هر کسی به چیزی می‌نازد: گروهی به دنیا، گروهی به عقبا، گروهی به درجات، گروهی به حسنات.
5. پنج چیز دیگر طبعی است: یکی وفا نکردن، دیگر مدارا کردن، سه دیگر تواضع کردن، چهارم سخاوت کردن، پنجم راست گفتن.
6. اگر ذره‌ای تو را معلوم بودی هرگز نه از غزل تو را یاد آمدی، نه از سلطان، نه از زن، نه از فرزند، نه از خوان، نه از جان، نه از مال.
7. گندم تا نان شود بر دست چندین خلق گذر کند. هرکس صفت خویش بر او می‌نماید. یکی گندم پاک کند، یکی آرد کند، یکی خمیر کند، یکی نواله[پانویس ۴] کند، یکی پنهان کند، یکی در تنور بندد، نان تمام بر دست او شود.
8. سوز دل، اشک روان، آه سحر، نالهٔ شب/این همه از نظر لطف شما می‌بینم
9. بازپرسید ز گیسوی شکن‌درشکنش/کاین دل غمزده، سرگشته، گرفتار کجاست؟ (دو جور می‌توان خواند)[۲]

## یادداشت
1. ↑  بارسالار
2. ↑  مشتی
3. ↑  جفتی دمپایی
4. ↑  لقمه، چونه